# Flaga Armenii

Flaga Demokratycznej Republiki Armenii (1918–1922)

Flaga Armenii (orm. Եռագույն) składa się z trzech horyzontalnie ułożonych pasów – czerwonego, błękitnego i pomarańczowego.
Czerwony oznacza przelaną krew ormiańskich bohaterów za wolność. Błękitny to kolor nieba, symbolizuje także nadzieję. Pomarańczowy symbolizuje bogactwa pochodzące z ciężkiej pracy.
Historycznie flaga wywodzi się z flagi używanej przez Instytut Ormiański w Wenecji pod koniec XIX w. (na której wszakże zieleń zastępowała błękit). Czerwono-błękitno-żółtej flagi używała Armenia w okresie niepodległości (1920-22).
Wzór i barwy flagi Rada Najwyższa Armenii przyjęła w drodze ustawy z 24 sierpnia 1990 o fladze państwowej Republiki Armenii. Ostatecznie została przyjęta 1 września 1991. Jej barwy są identyczne z pierwszą flagą Armenii, wprowadzoną 22 kwietnia 1918, inne są tylko jej proporcje.

Flaga Armeńskiej SRR

Flaga ta zastąpiła używaną w okresie ZSRR flagę Armeńskiej SRR.